# Gilda Mirós
Gilda Mirós (* 20. September 1938 in San Juan, Puerto Rico) ist eine US-amerikanische Schauspielerin, Hörfunk- und Fernsehproduzentin und Autorin puerto-ricanischer Herkunft.

## Leben
Mirós arbeitete für verschiedene Hörfunk- und Fernsehsender der New Yorker Region, darunter WADO-AM und WJIT-AM in New York City, WXTV-TV, Channel 41 (Univision), WNJU-TV und Channel 47 (Telemundo). Während ihrer Arbeit beim Spanish Broadcasting System von WQBA-AM Miami moderierte sie die erste tägliche Lifeshow, die simultan in New York und Los Angeles gesendet wurde.
Als Theater- und Filmschauspielerin arbeitete Mirós in den USA, in Mexiko und Puerto Rico. Für den Hörfunk produzierte und kommentierte sie u. a. die Dokumentationen Viet Nam War/Hispanics in NYC Prisons und March of Dimes/The Eye Bank of NYC, für All Access Kabel TV Latin Icons Past & Present. Zudem verfasste sie mehrere Bücher und Audiobücher, darunter Arbeiten zur lateinamerikanischen Kultur.

## Bücher
- Celia Cruz & Sonora Matancera (2003)
- A Portrait of Puerto Rico (2005)
- Hortense and Her Happy Ducklings, ein zweisprachiges Kinderbuch (2006)
- Memorias De Los Espiritus y Mi Madre (2009)
- Spirit Messages To My Mother (2010)
- Mystical Wings/Alas Místicas (2011)
- In Touch With Mom in Spirit/En Contacto Con Mami en Espiritu
- De La Montaǹa Venimos – Ìconos Latinoamericanos (2017)